# KLK1
KLK1 (англ. Kallikrein 1) – білок, який кодується однойменним геном, розташованим у людей на короткому плечі 19-ї хромосоми. Довжина поліпептидного ланцюга білка становить 262 амінокислот, а молекулярна маса — 28 890.
| 10         |  | 20         |  | 30         |  | 40         |  | 50         |
| ---------- |  | ---------- |  | ---------- |  | ---------- |  | ---------- |
| MWFLVLCLAL |  | SLGGTGAAPP |  | IQSRIVGGWE |  | CEQHSQPWQA |  | ALYHFSTFQC |
| GGILVHRQWV |  | LTAAHCISDN |  | YQLWLGRHNL |  | FDDENTAQFV |  | HVSESFPHPG |
| FNMSLLENHT |  | RQADEDYSHD |  | LMLLRLTEPA |  | DTITDAVKVV |  | ELPTEEPEVG |
| STCLASGWGS |  | IEPENFSFPD |  | DLQCVDLKIL |  | PNDECKKAHV |  | QKVTDFMLCV |
| GHLEGGKDTC |  | VGDSGGPLMC |  | DGVLQGVTSW |  | GYVPCGTPNK |  | PSVAVRVLSY |
| VKWIEDTIAE |  | NS         |  |            |  |            |  |            |

A: Аланін

C: Цистеїн

D: Аспарагінова кислота

E: Глутамінова кислота

F: Фенілаланін

G: Гліцин

H: Гістидин

I: Ізолейцин

K: Лізин

L: Лейцин

M: Метіонін

N: Аспарагін

P: Пролін

Q: Глутамін

R: Аргінін

S: Серин

T: Треонін

V: Валін

W: Триптофан

Кодований геном білок за функціями належить до гідролаз, протеаз, серинових протеаз. 
Задіяний у такому біологічному процесі, як альтернативний сплайсинг. 